# Geestgottberg
Geestgottberg is een plaats en voormalige gemeente in de Duitse deelstaat Saksen-Anhalt, en maakt deel uit van de Landkreis Stendal.
Geestgottberg telt 398 inwoners.